# Armand Berton (peintre)
Pour les articles homonymes, voir Armand Berton et Berton.
Armand Berton né le 16 septembre 1854 à Paris où il est mort le 29 septembre 1917 est un peintre, illustrateur et graveur français.

## Biographie

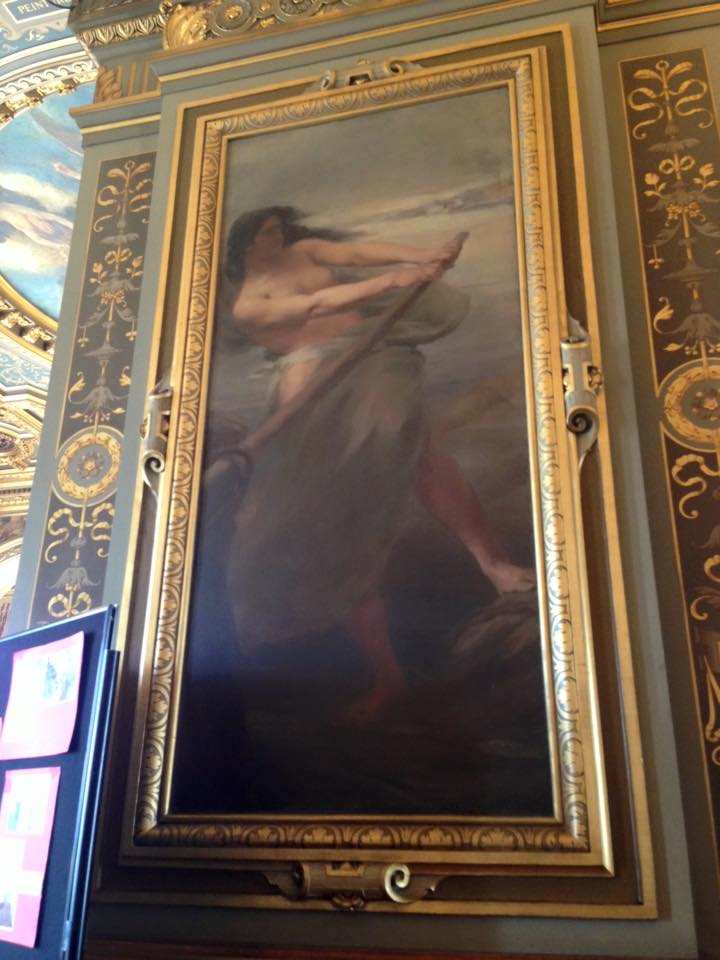
L'Eau, salon des Sciences de l'hôtel de ville de Paris.

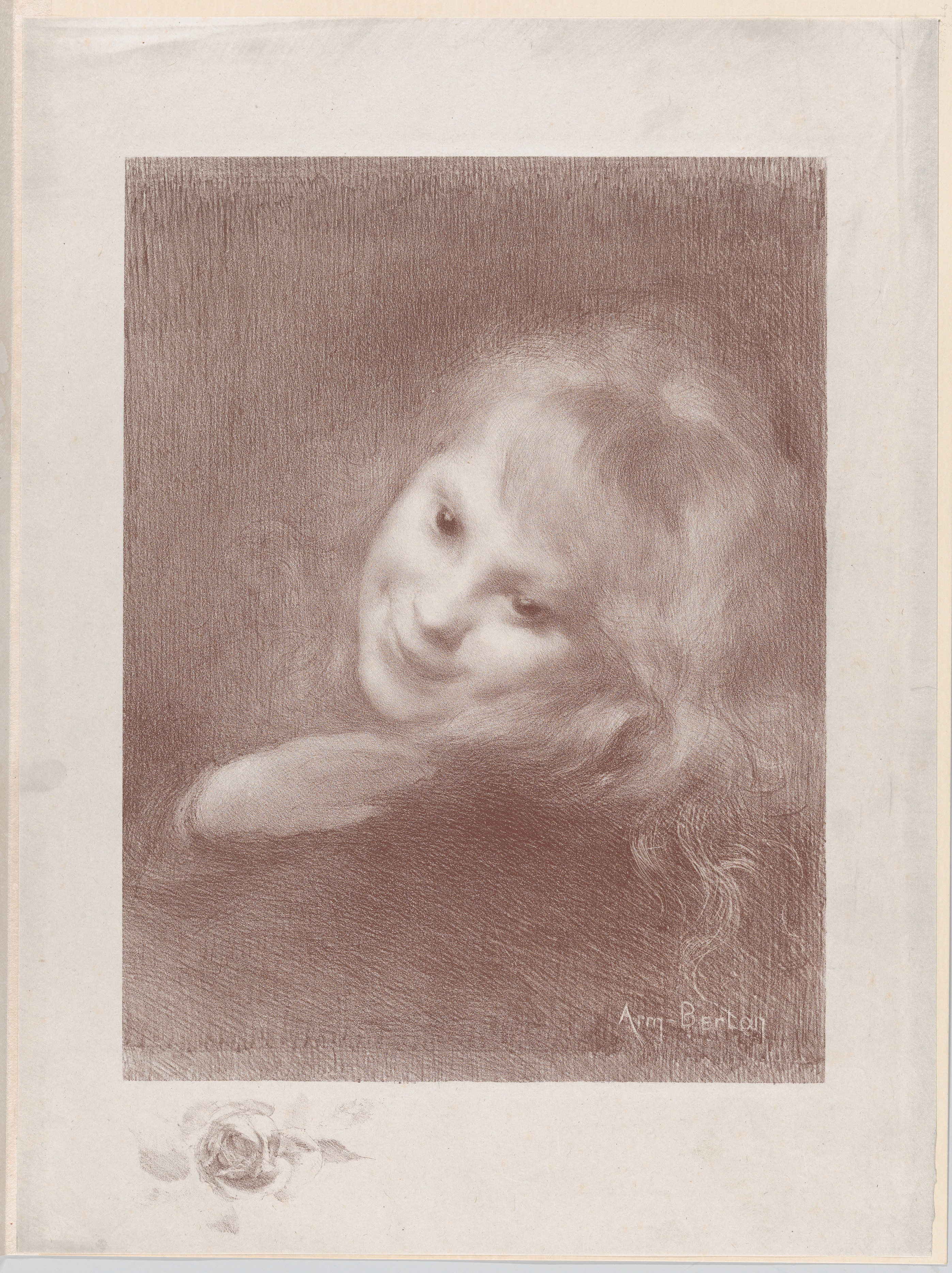
La Rieuse (1897), lithographie, New York, Metropolitan Museum of Art.

Fils de Victor Berton, employé, et d'Anne Colas, Armand Berton est né au 9, rue du Dragon à Paris. Atteint de surdité, il est admis comme élève aux Beaux-arts de Paris le 19 mars 1872. Il suit les cours d'Alexandre Cabanel et d'Adolphe Yvon.
Armand Berton expose au Salon de 1875 à 1907. Il devient membre de la Société nationale des beaux-arts en 1892 et y expose jusqu’en 1910. Il est nommé chevalier de la Légion d'honneur en 1900.
Son atelier parisien se situait 60, rue Madame puis 9, rue de Bagneux.
Il est aussi l'auteur d'eaux-fortes qu'il exécuta de 1905 à 1915.

## Collections publiques
- Auch, musée des Jacobins : Portrait d'Antonin Carlès, huile sur toile
- Bressuire, musée de Bressuire : 
  - Vierge à l'Enfant, 1877, huile sur toile ;
  - Autoportrait, 1880, huile sur toile.
- Beaune, musée des Beaux-Arts : Femme sur une terrasse, huile sur toile
- Douai, musée de la Chartreuse : Ève, 1882, d'après John Milton, huile sur toile, œuvre détruite en 1944.
- Limoges, musée de l'Évêché : Baigneuse, huile sur toile.
- Gray, musée Baron-Martin : Femme à sa toilette, vers 1890-1910, huile sur toile.
- Morlaix, musée des Beaux-Arts : Toilette après le bain, 1906, huile sur toile.
- Paris :
  - École nationale supérieure des beaux-arts :
    - Discobole au repos, 1875, dessin ;
    - Figure dessinée d'après nature, 1875, dessin ;
    - L'Enlèvement d'Orithie, 1877, dessin ;
    - Persée délivrant Andromède, 1878, dessin ;
    - La Peinture et la Sculpture, 1879, dessin ;
    - La Peinture et la Sculpture dans un entrecolonnement, 1879, huile sur toile, prix Jauvin d'Attainville.

  - hôtel de ville de Paris, salon des Sciences : L'Eau, huile sur toile.
  - musée du Louvre :
    - La Madone des Harpies, d'après Andrea del Sarto, huile sur toile ;
    - 267 œuvres, Fonds Louis Devillez[5].

  - musée d'Orsay :
    - Petite Danseuse assise, 1902, sanguine ;
    - Buste de femme,1902, crayon noir et pastel ;
    - Chez elle, 1909, huile sur toile.

- Localisation inconnue :
  - La Fable moderne assise sur les ruines antiques, acheté par l’État[6] ;
  - Intermède, 1899, acheté par l’État[7].

## Estampes
- Rieuse, 1897, lithographie parue dans L'Estampe moderne.
- La Toilette, 1907, vernis mou en trois tons, tiré par L'Estampe nouvelle[8].

## Ouvrages illustrés
- Théocrite, Œuvres, traduction de Paul Desjardins, Paris, Société des Cent bibliophiles, 1910, 130 exemplaires avec 36 eaux-fortes.
- Jules Lemaître, Trois contes en marge d'Homère, Paris, Les Amis des livres, 1921, 110 exemplaires avec 37 eaux-fortes.

Œuvres d'Armand Berton
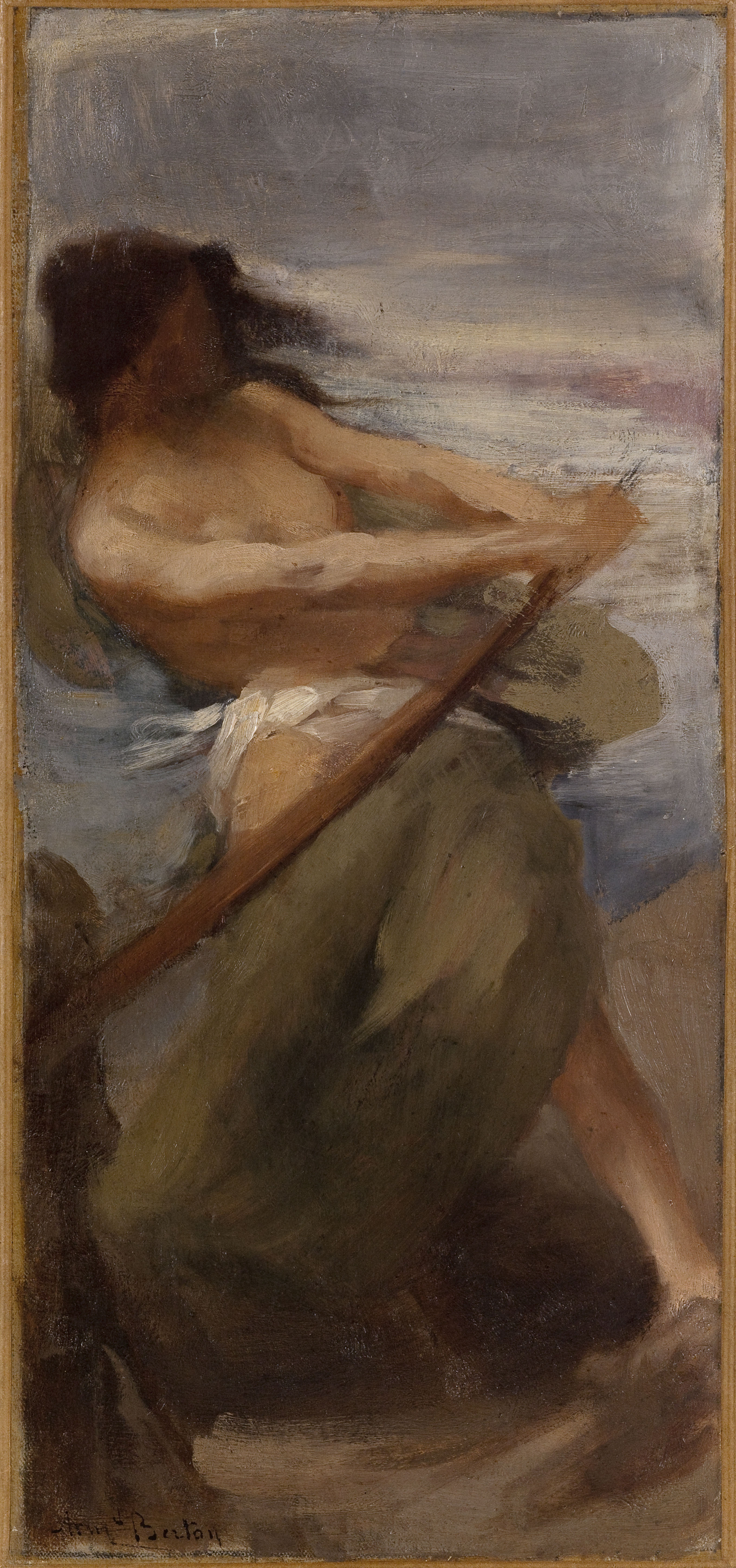
Esquisse pour le salon des Sciences de l'Hôtel de ville de Paris, L'Eau (1889-1890), Paris, Petit Palais.
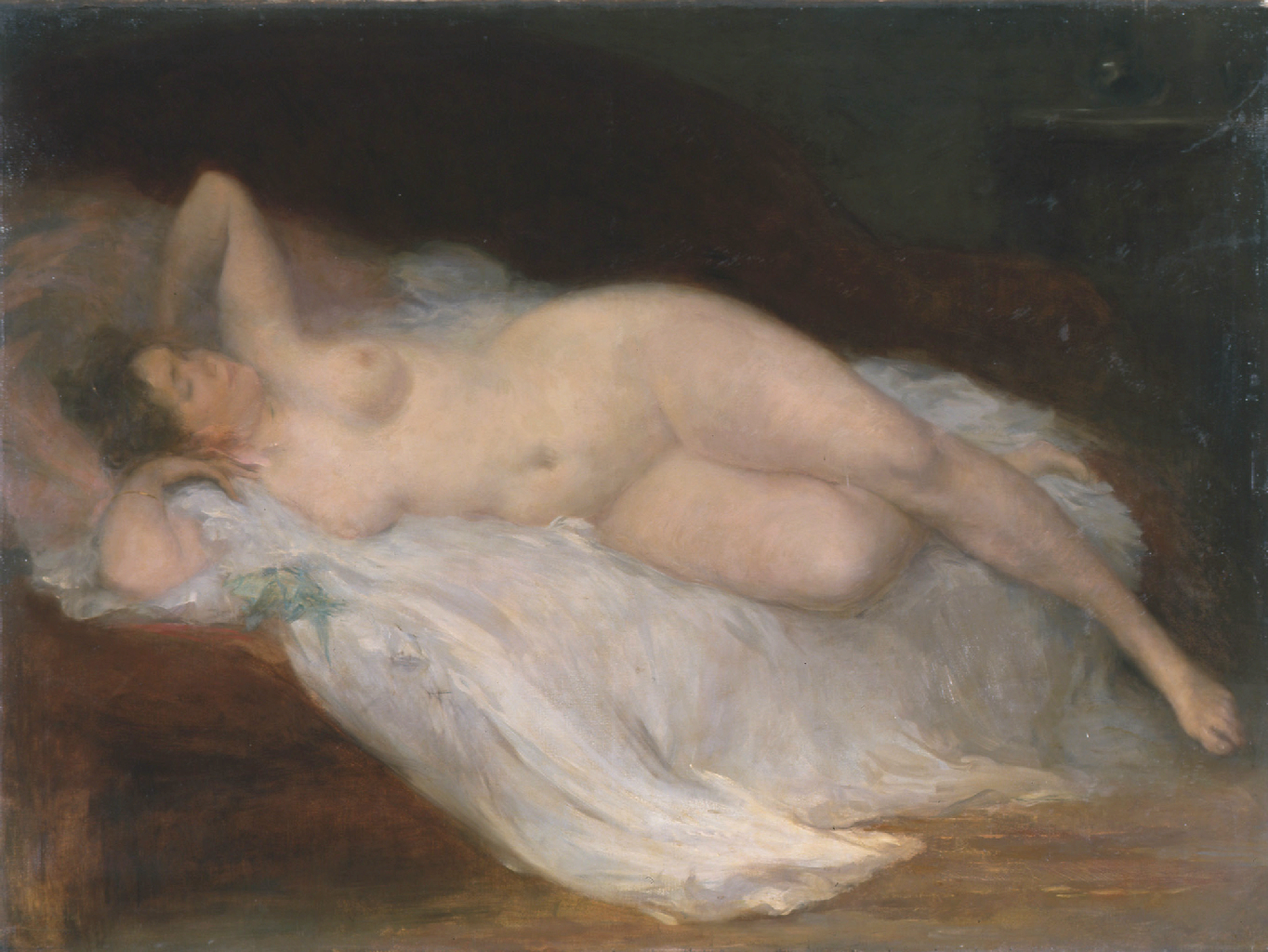
Le Repos après le bain (vers 1890), Bordeaux, musée des Beaux-Arts.
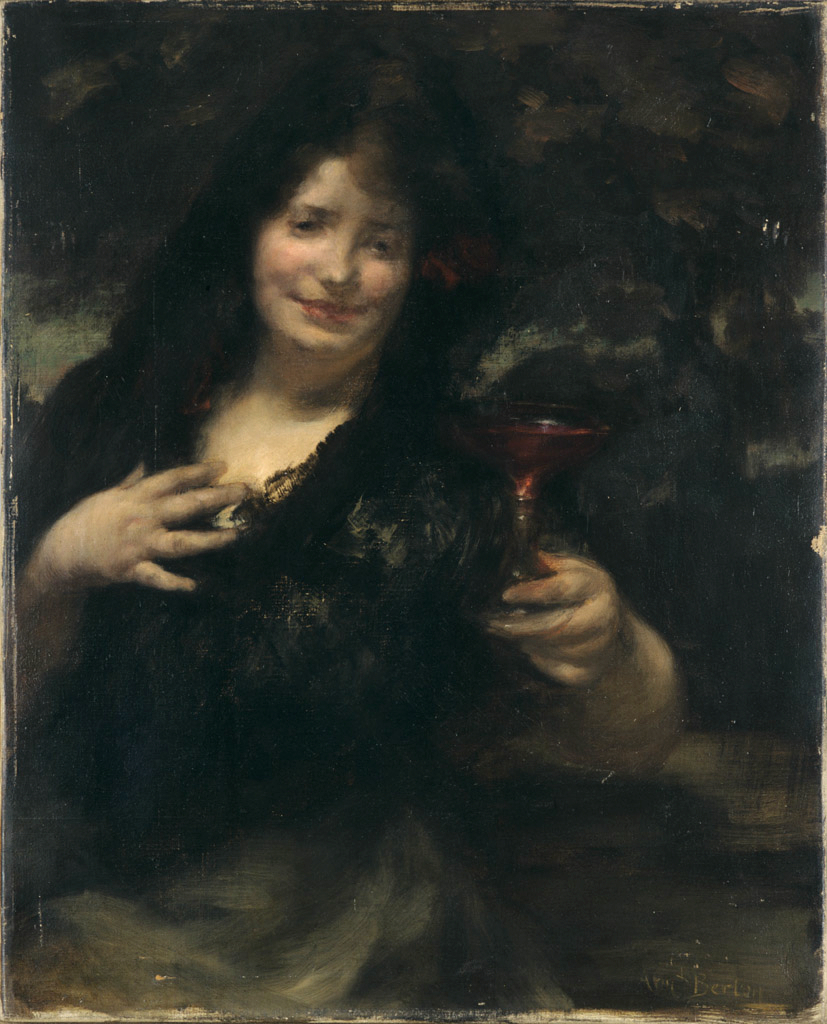
La Coupe d'oubli (vers 1890), musée des Beaux-Arts de Bordeaux.
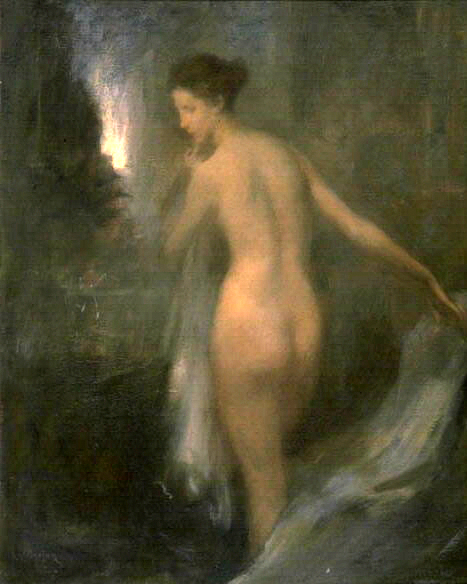
Nu de dos (vers 1890), musée des Beaux-Arts de Bordeaux.
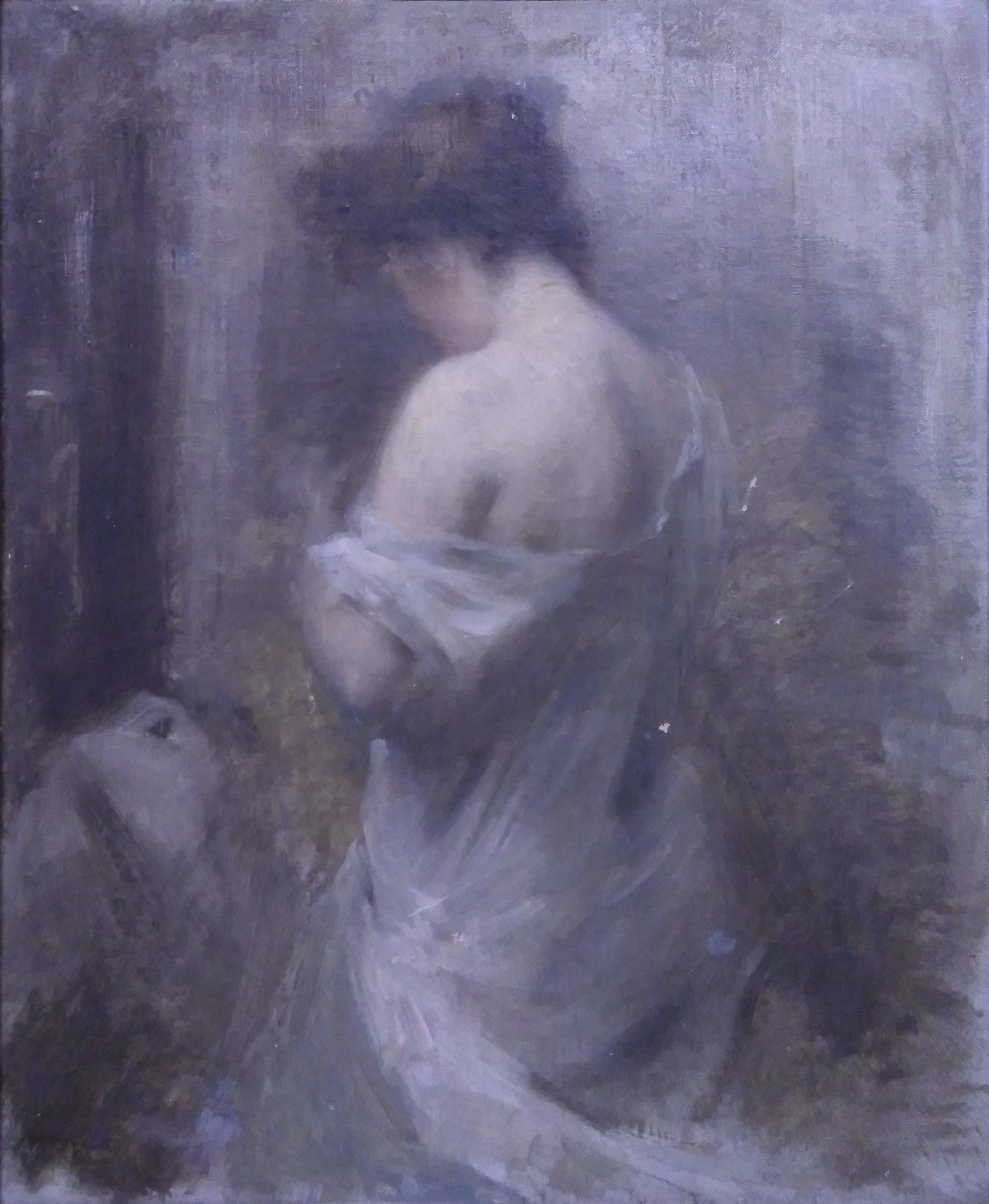
Femme à sa toilette (vers 1900), Gray, musée Baron-Martin.
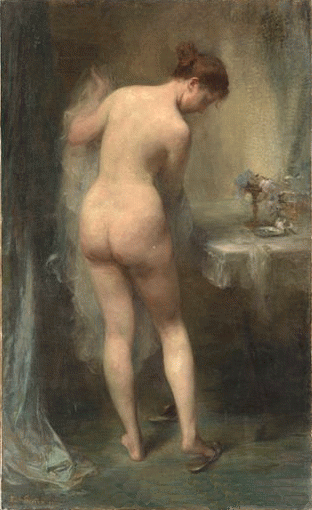
Chez elle (1909), Paris, musée d'Orsay.
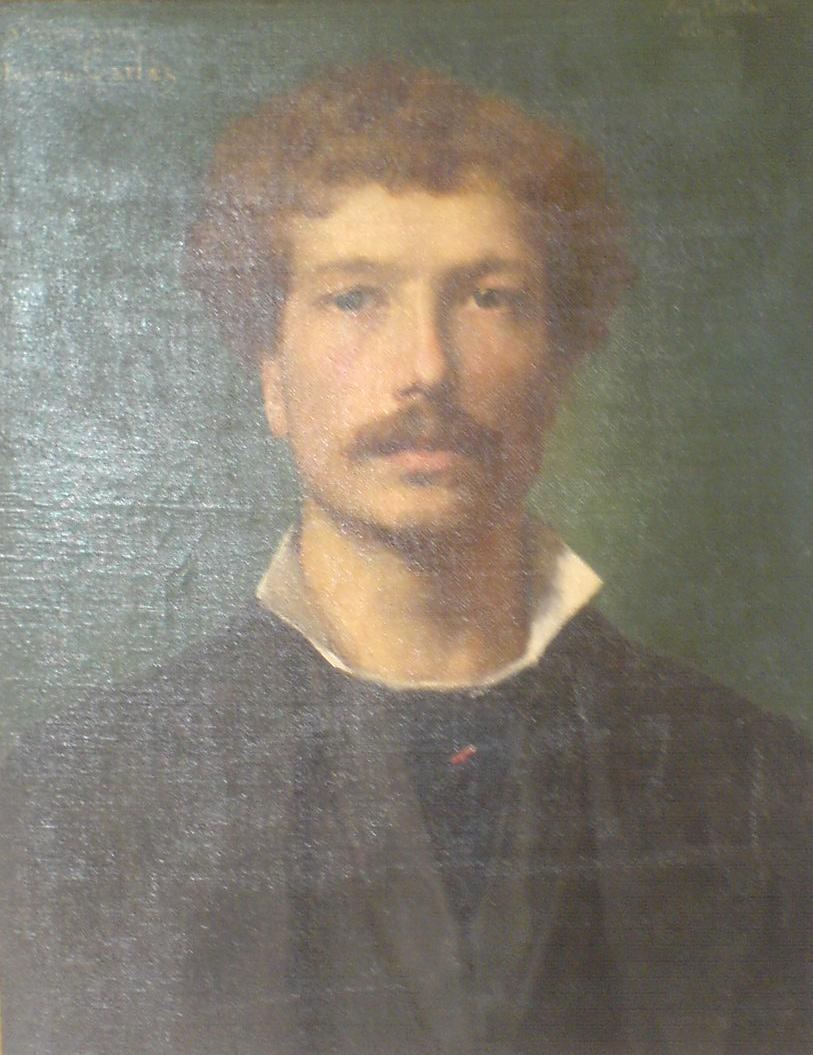
Portrait d'Antonin Carlès, Auch, musée des Jacobins.

## Récompenses
- Bourse de voyage en 1882.
- Médaille de bronze à l'Exposition universelle de 1889.
- Médaille d'or des artistes français à l'Exposition universelle de 1900.